# The A–Z of Queen, Volume 1
The A-Z of Queen, Volume 1 är ett samlingsalbum av det brittiska rockbandet Queen, utgivet 2007.

## Låtlista
1. "A Kind of Magic" (Roger Taylor) – 4:24
2. "Another One Bites the Dust" (John Deacon) – 3:34
3. "Bohemian Rhapsody" (Freddie Mercury) – 5:53
4. "Bicycle Race" (Mercury) – 3:01
5. "I Want It All" (Single Version) (Brian May) – 4:00
6. "Crazy Little Thing Called Love" (Mercury) – 2:42
7. "Don't Stop Me Now" (Mercury) – 3:29
8. "Fat Bottomed Girls" (Single Version) (May) – 3:25
9. "Flash" (Single Version) (May) – 2:49
10. "Innuendo" (Queen) – 6:31
11. "Good Old-Fashioned Lover Boy" (Mercury) – 2:53